# 接触屈性

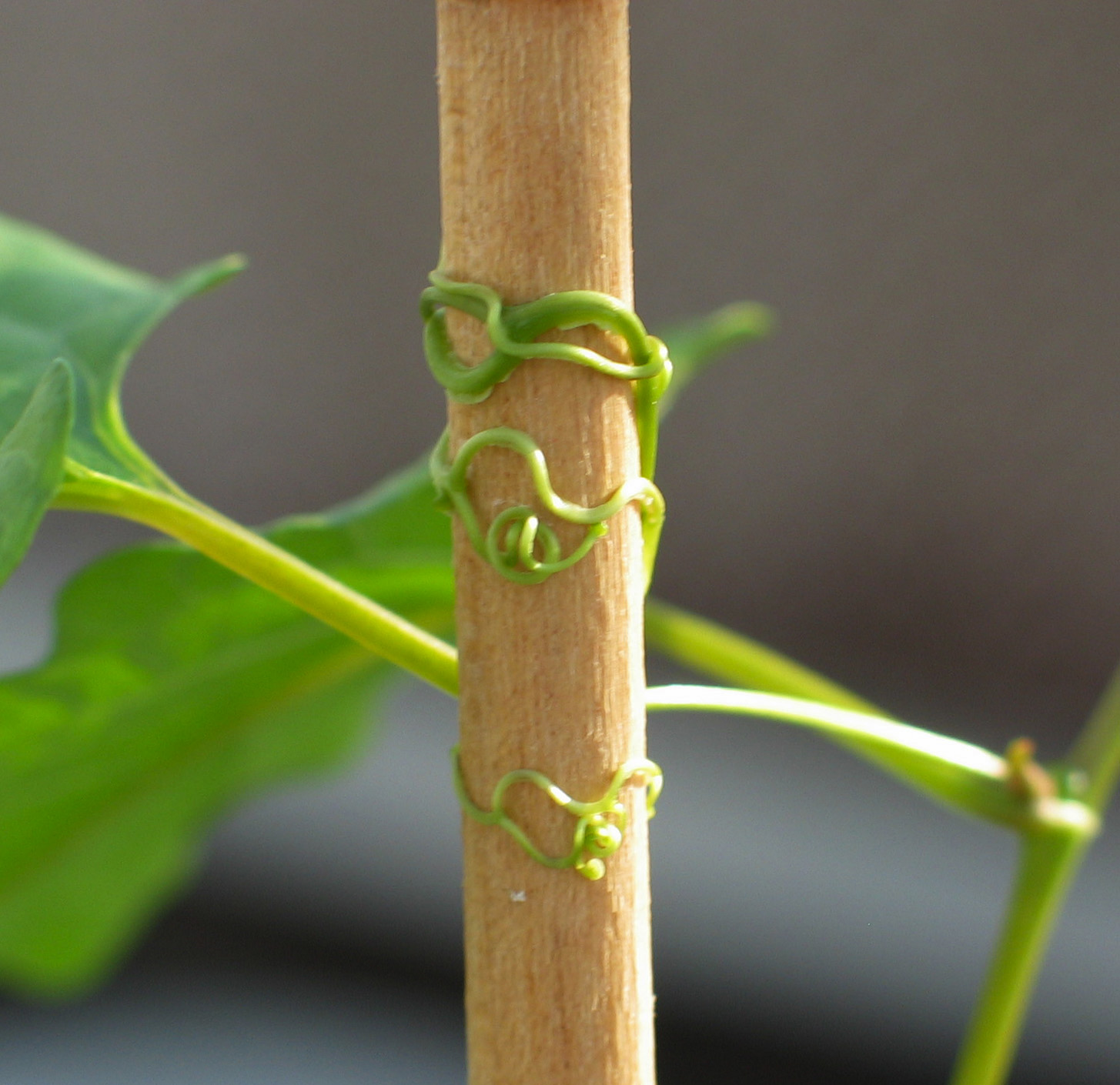
Brunnichia ovata の巻きひげ

接触屈性（せっしょくくっせい、英: thigmotropism）とは、生物が接触の刺激に反応してある方向に動いたり成長したりすることである。英語の接頭語の thigmo はギリシア語で「接触」を意味する θιγμος に由来する。
通常、接触屈性は植物が壁、鉢、格子垣等の表面に沿って成長することを指す。つる植物は、体を支える物体に巻き付く巻きひげを発達させる。接触された細胞はオーキシンを生産し、それを接触されていない細胞に輸送する。そのため、接触されていない細胞はより早く成長するため、物体のある方に曲がることになる。一方エチレンは茎の成長を遅く太くし、まっすぐに成長させる効果がある。
オジギソウは、素早い運動をする植物として知られている。葉に触れると、すぐに閉じてだらりと垂れる。しかしこれは屈性ではなく、同じような現象を見せる傾性運動である。屈性と傾性の違いは、屈性は刺激の方向に影響を受けるが、傾性運動はそうではないという点である。